# Георги Цветков (футболист, р. 1925)
Вижте пояснителната страница за други личности с името Георги Цветков.
Георги Цветков (роден на 15 март 1925 г.), наричан по прякор Буч, е български футболист, защитник, а по-късно треньор по футбол.

## Биография
Започва кариерата си в „Спортист“, София като нападател, после става крило и впоследствие е преквалифициран като защитник, като на последната позиция играе през по-голямата част от своята футболна кариера. Привлечен е в ЦСКА, който тогава сменя няколко имена – ЦДНВ, Отбор на Софийския гарнизон и ЦДНА.
След края на кариерата си на футболист работи като треньор няколко десетилетия.
Включен е в разширения състав на петдесетилетието на ЦСКА за 1948-1998 година.